# Шармоа (Територија Белфор)
Шармоа (фр. Charmois) је насељено место у Француској у региону Франш-Конте, у департману Територија Белфор.
По подацима из 2011. године у општини је живело 293 становника, а густина насељености је износила 70,26 становника/km².

## Демографија
| 1962. | 1968. | 1975. | 1982. | 1990. | 2011. |
| ----- | ----- | ----- | ----- | ----- | ----- |
| 116   | 121   | 115   | 203   | 227   | 293   |